# Maucor
Maucor (en béarnais Maucòr ou Mauco) est une commune française située dans le département des Pyrénées-Atlantiques, en région Nouvelle-Aquitaine.
Le gentilé est Maucorois.

## Géographie

### Localisation

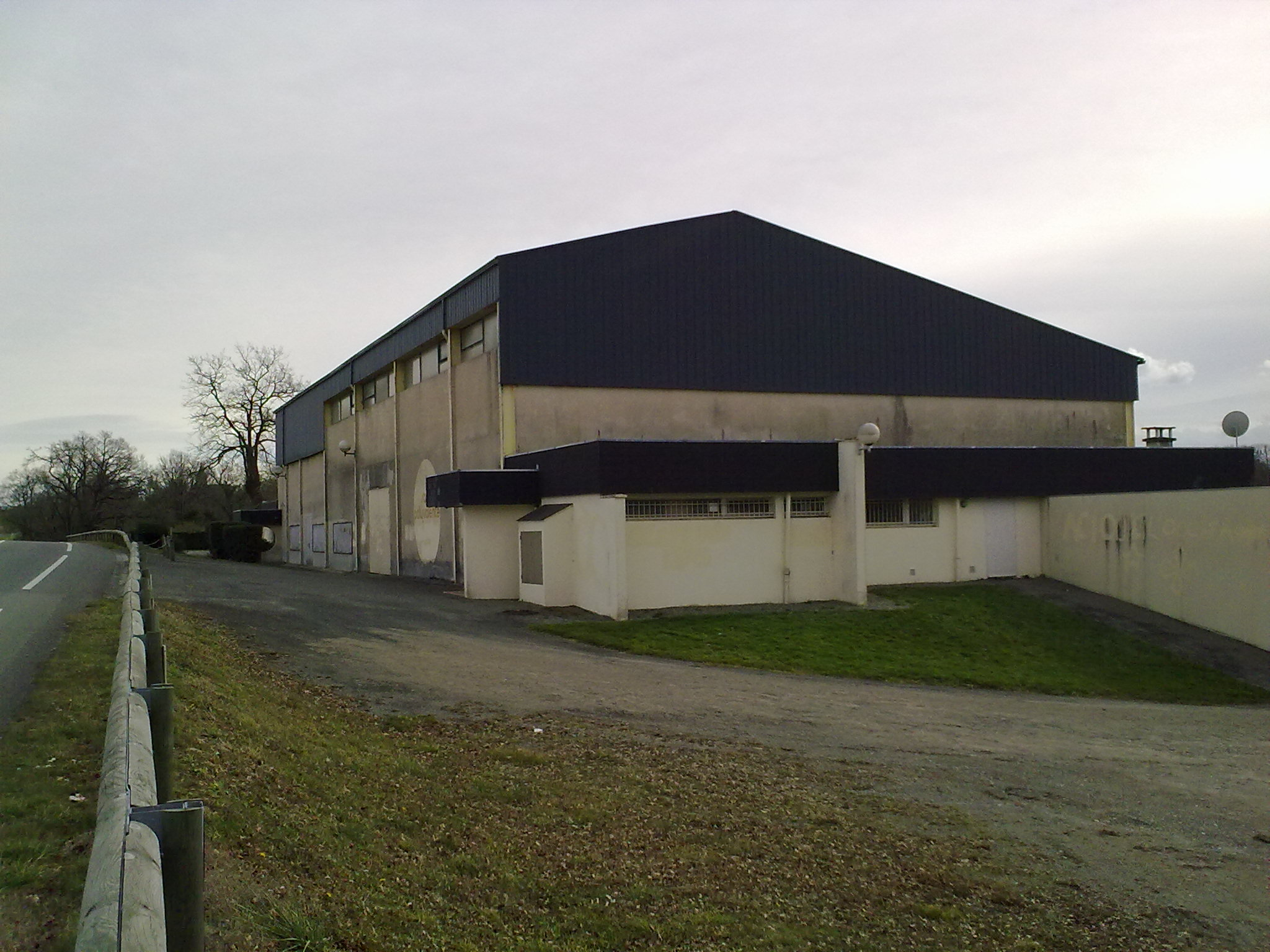
La salle polyvalente.

La commune de Maucor se trouve dans le département des Pyrénées-Atlantiques, en région Nouvelle-Aquitaine.
Elle se situe à 12 km par la route de Pau, préfecture du département, et à 2,5 km de Morlaàs, bureau centralisateur du canton du Pays de Morlaàs et du Montanérès dont dépend la commune depuis 2015 pour les élections départementales. 
La commune fait en outre partie du bassin de vie de Pau.
Les communes les plus proches sont : 
Morlaàs (2,1 km), Buros (2,1 km), Bernadets (2,4 km), Saint-Jammes (2,8 km), Saint-Castin (3,1 km), Higuères-Souye (3,3 km), Serres-Morlaàs (3,8 km), Anos (4,9 km).
Sur le plan historique et culturel, Maucor fait partie de la province du Béarn, qui fut également un État et qui présente une unité historique et culturelle à laquelle s’oppose une diversité frappante de paysages au relief tourmenté.

### Communes limitrophes
Les communes limitrophes sont  Bernadets, Buros, Morlaàs, Saint-Castin et Saint-Jammes.
| Saint-Castin | Bernadets | Saint-Jammes |
|              | Maucor    |              |
| Buros        |           | Morlaàs      |

### Hydrographie

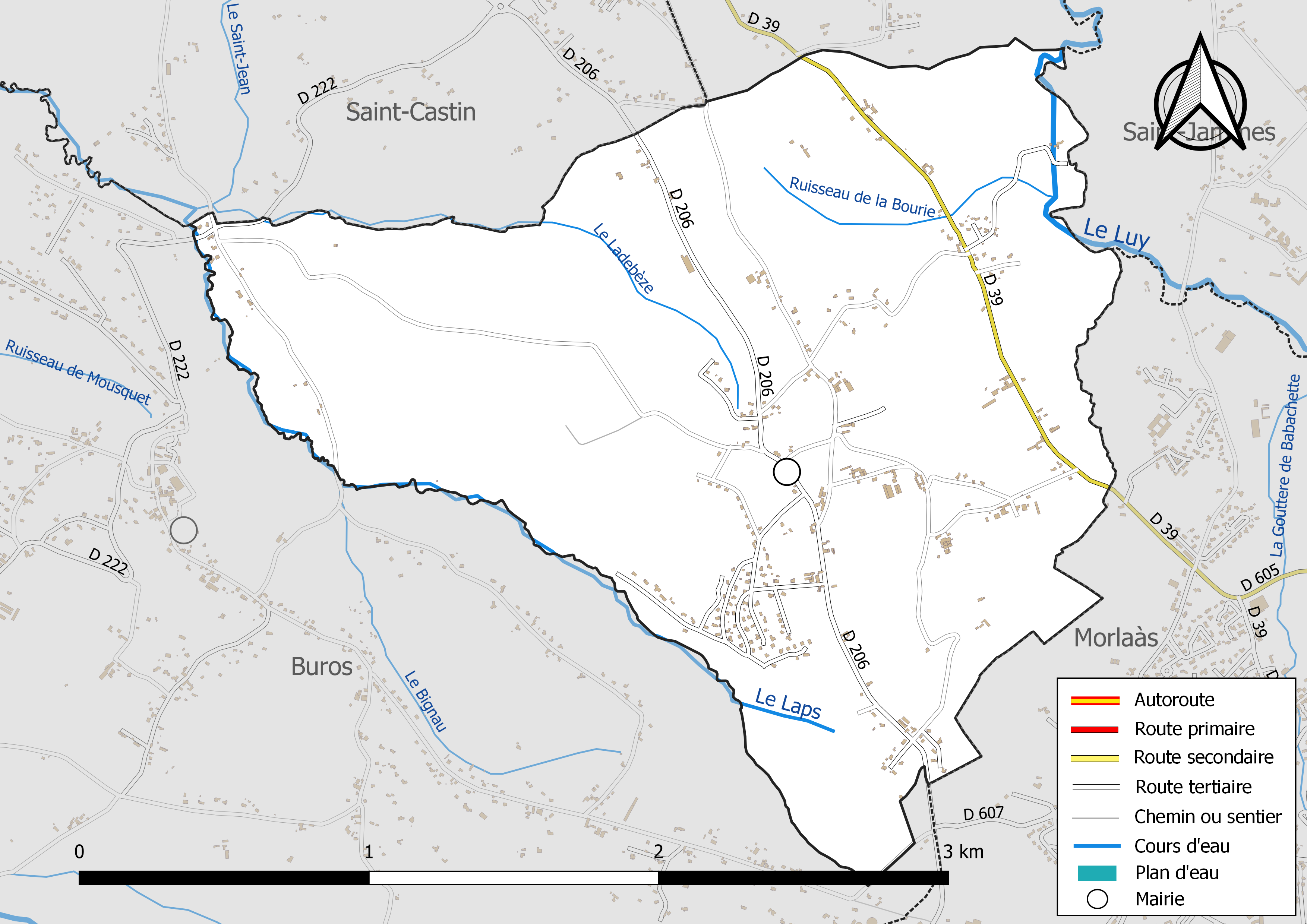
Réseaux hydrographique et routier de Maucor.

La commune est drainée par le Luy, le Laps, le Ladebèze, le ruisseau de la Bourie, et par deux petits cours d'eau, constituant un réseau hydrographique de 4 km de longueur totale,.
Le Luy, d'une longueur totale de 154,5 km, prend sa source dans la commune d'Espoey et s'écoule d'est en ouest. Il traverse la commune et se jette dans l'Adour à Rivière-Saas-et-Gourby, après avoir traversé 65 communes.
Le Laps, d'une longueur totale de 10,1 km, prend sa source dans la commune et s'écoule du sud-est vers le nord-ouest. Il traverse la commune et se jette dans le Luy de Béarn à Serres-Castet, après avoir traversé 5 communes.

### Climat
Pour des articles plus généraux, voir Climat de la Nouvelle-Aquitaine et Climat des Pyrénées-Atlantiques.
Historiquement, la commune est exposée à un climat de montagne.  
En 2020, Météo-France publie une typologie des climats de la France métropolitaine dans laquelle la commune est toujours exposée à un climat de montagne et est dans la région climatique Pyrénées atlantiques, caractérisée par une pluviométrie élevée (>1 200 mm/an) en toutes saisons, des hivers très doux (7,5 °C en plaine) et des vents faibles.
Pour la période 1971-2000, la température annuelle moyenne est de 12,6 °C, avec une amplitude thermique annuelle de 14,5 °C. Le cumul annuel moyen de précipitations est de 1 154 mm, avec 11,7 jours de précipitations en janvier et 7,8 jours en juillet. Pour la période 1991-2020, la température moyenne annuelle observée sur la station météorologique la plus proche, située sur la commune d'Uzein à 13,06 km à vol d'oiseau, est de 13,7 °C et le cumul annuel moyen de précipitations est de 1 093,8 mm,. Pour l'avenir, les paramètres climatiques de la commune estimés pour 2050 selon différents scénarios d’émission de gaz à effet de serre sont consultables sur un site dédié publié par Météo-France en novembre 2022.

### Milieux naturels et biodiversité
Aucun espace naturel présentant un intérêt patrimonial n'est recensé sur la commune dans l'inventaire national du patrimoine naturel,,.

## Urbanisme

### Typologie
Au 1er janvier 2024, Maucor est catégorisée commune rurale à habitat dispersé, selon la nouvelle grille communale de densité à sept niveaux définie par l'Insee en 2022.
Elle appartient à l'unité urbaine de Pau, une agglomération intra-départementale regroupant 55  communes, dont elle est une commune de la banlieue,,. Par ailleurs la commune fait partie de l'aire d'attraction de Pau, dont elle est une commune de la couronne,. Cette aire, qui regroupe 227 communes, est catégorisée dans les aires de 200 000 à moins de 700 000 habitants,.

### Occupation des sols

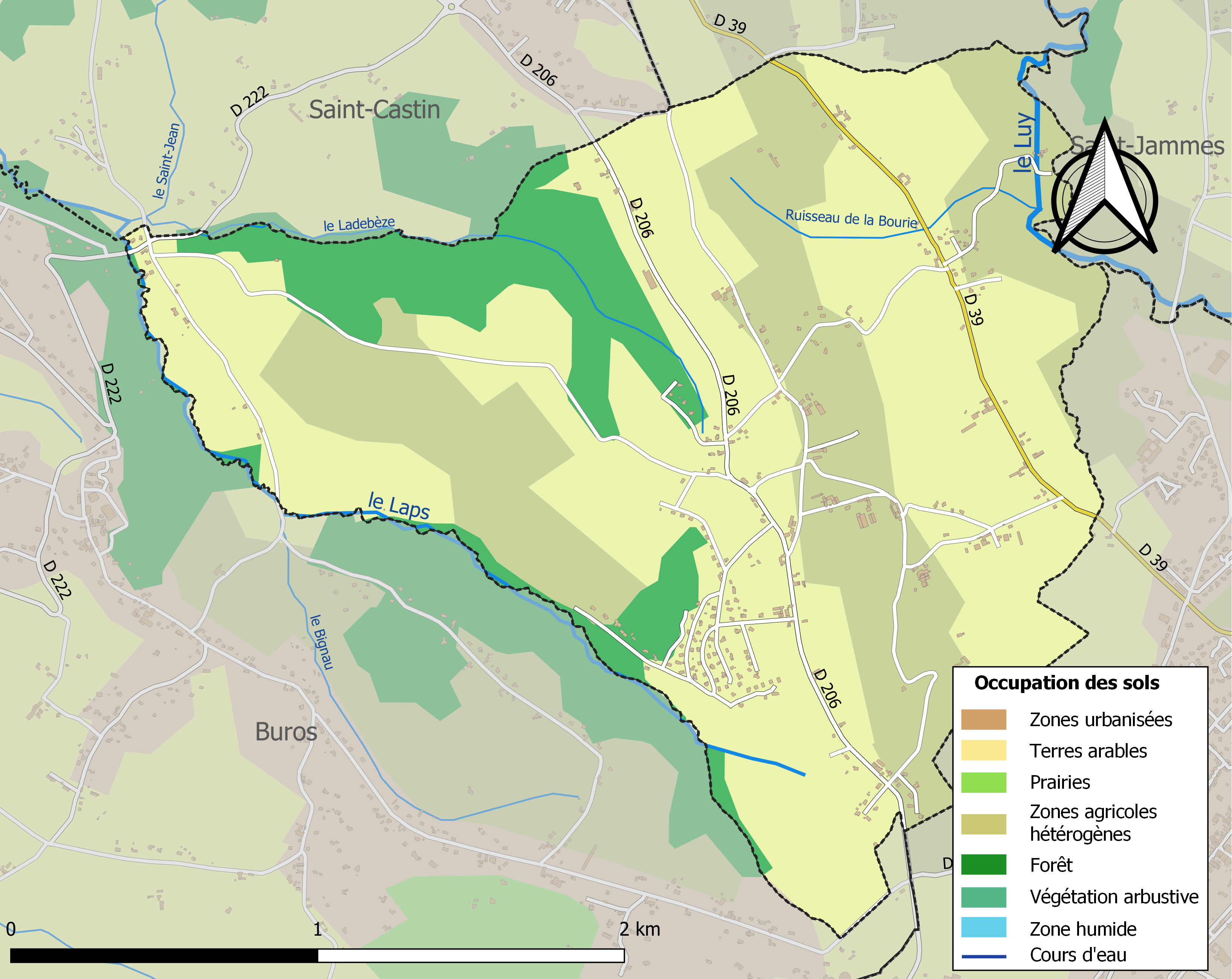
Carte des infrastructures et de l'occupation des sols de la commune en 2018 (CLC).

L'occupation des sols de la commune, telle qu'elle ressort de la base de données européenne d’occupation biophysique des sols Corine Land Cover (CLC), est marquée par l'importance des territoires agricoles (87,4 % en 2018), en diminution par rapport à 1990 (90,3 %). La répartition détaillée en 2018 est la suivante : 
terres arables (58 %), zones agricoles hétérogènes (29,4 %), forêts (12,5 %), zones urbanisées (0,1 %). L'évolution de l’occupation des sols de la commune et de ses infrastructures peut être observée sur les différentes représentations cartographiques du territoire : la carte de Cassini (XVIIIe siècle), la carte d'état-major (1820-1866) et les cartes ou photos aériennes de l'IGN pour la période actuelle (1950 à aujourd'hui).

### Lieux-dits et hameaux
- Augé ;
- l'Église ;
- Larribère ;
- Mensongé ;
- Pierrinou ;
- Troubet ;
- Vincent.

### Voies de communication et transports
La commune est desservie par les routes départementales 39 et 306.

### Risques majeurs
Le territoire de la commune de Maucor est vulnérable à différents aléas naturels : météorologiques (tempête, orage, neige, grand froid, canicule ou sécheresse), inondations et séisme (sismicité moyenne). Un site publié par le BRGM permet d'évaluer simplement et rapidement les risques d'un bien localisé soit par son adresse soit par le numéro de sa parcelle.
Certaines parties du territoire communal sont susceptibles d’être affectées par le risque d’inondation par une crue à  débordement lent de cours d'eau, notamment le Luy et le Laps. La commune a été reconnue en état de catastrophe naturelle au titre des dommages causés par les inondations et coulées de boue survenues en 1982, 1990, 1993, 2009 et 2018,.

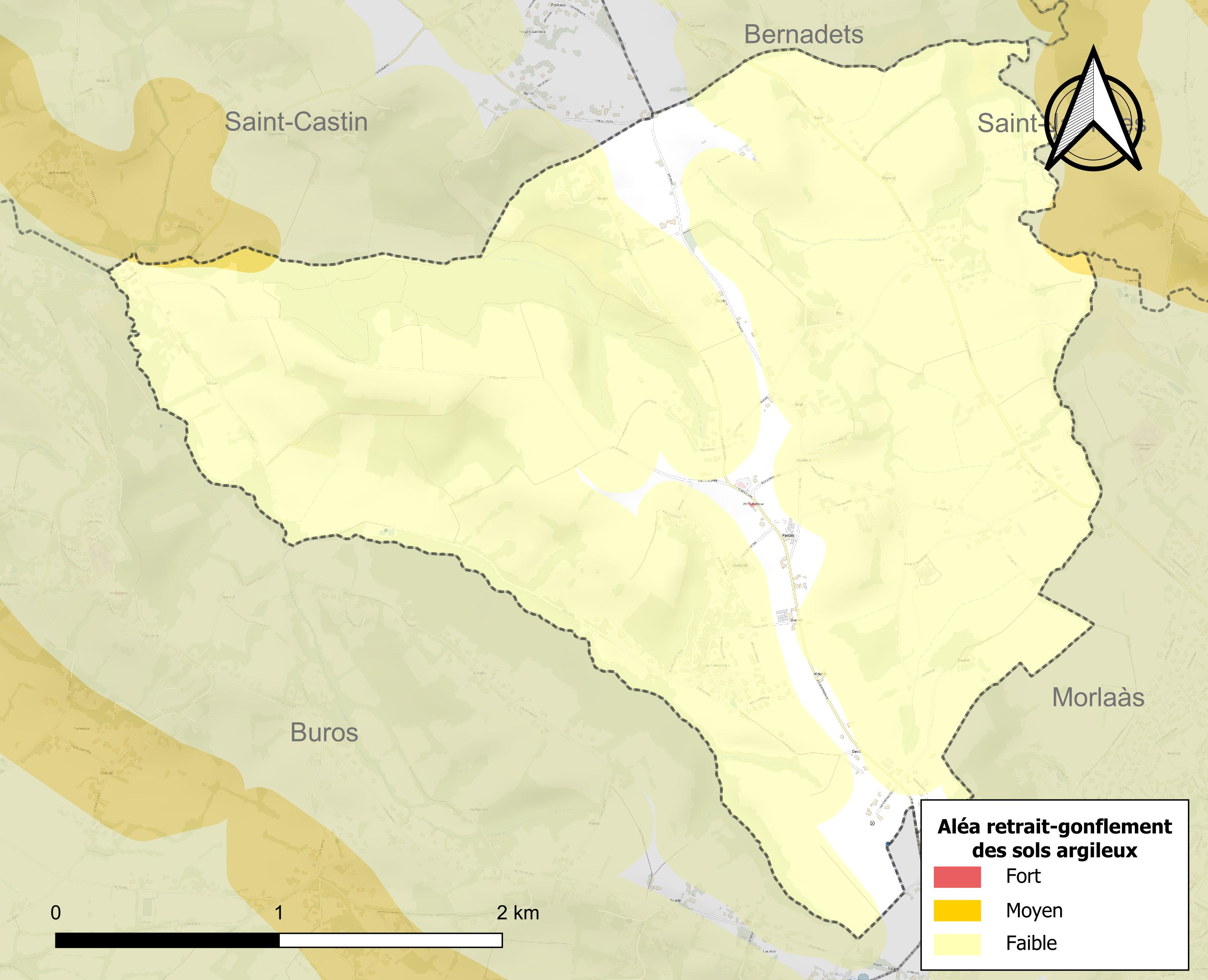
Carte des zones d'aléa retrait-gonflement des sols argileux de Maucor.

Le retrait-gonflement des sols argileux est susceptible d'engendrer des dommages importants aux bâtiments en cas d’alternance de périodes de sécheresse et de pluie. 0,5 % de la superficie communale est en aléa moyen ou fort (59 % au niveau départemental et 48,5 % au niveau national). Depuis le 1er octobre 2020, en application de la loi ELAN, différentes contraintes s'imposent aux vendeurs, maîtres d'ouvrages ou constructeurs de biens situés dans une zone classée en aléa moyen ou fort,.

## Toponymie
Le toponyme Maucor apparaît sous les formes Maucoo de Morlaas (1402, censier de Béarn), Maucoo, dejuus Morlaas (XVe siècle, cartulaire d'Ossau) et Mauquo (vers 1540, réformation de Béarn).
Son nom béarnais est Maucòr ou Mauco.

## Histoire
Paul Raymond note que Maucor est une ancienne annexe de Morlaàs. La commune faisait partie de l'archidiaconé de Vic-Bilh, qui dépendait de l'évêché de Lescar et dont Lembeye était le chef-lieu.

## Politique et administration
| Période                                  | Période      | Identité           | Étiquette | Qualité |
| ---------------------------------------- | ------------ | ------------------ | --------- | ------- |
| 1995                                     | 2001         | Gustave Dupriet    |           |         |
| 2001                                     | 2006 (décès) | Jean-Louis Lalanne |           |         |
| 2008                                     | En cours     | Robert Carter      | LR        |         |
| Les données manquantes sont à compléter. |              |                    |           |         |

### Intercommunalité
Maucor fait partie de quatre structures intercommunales :
- la communauté de communes du Nord-Est Béarn ;
- le SIVU pour le fonctionnement du transport des communes de Maucor - Saint-Castin ;
- le syndicat d’énergie des Pyrénées-Atlantiques ;
- le syndicat intercommunal d’alimentation en eau potable Luy - Gabas - Lées.

La commune accueille le siège du SIVU pour le fonctionnement du transport des communes de Maucor - Saint-Castin.

## Population et société

### Démographie
L'évolution du nombre d'habitants est connue à travers les recensements de la population effectués dans la commune depuis 1793. Pour les communes de moins de 10 000 habitants, une enquête de recensement portant sur toute la population est réalisée tous les cinq ans, les populations de référence des années intermédiaires étant quant à elles estimées par interpolation ou extrapolation. Pour la commune, le premier recensement exhaustif entrant dans le cadre du nouveau dispositif a été réalisé en 2007.

En 2022, la commune comptait 567 habitants, en évolution de +10,1 % par rapport à 2016 (Pyrénées-Atlantiques : +3,78 %, France hors Mayotte : +2,11 %).
| 1793 | 1800 | 1821 | 1831 | 1836 | 1841 | 1846 | 1851 | 1856 |
| ---- | ---- | ---- | ---- | ---- | ---- | ---- | ---- | ---- |
| 194  | 161  | 199  | 234  | 236  | 240  | 240  | 244  | 254  |

| 1861 | 1866 | 1872 | 1876 | 1881 | 1886 | 1891 | 1896 | 1901 |
| ---- | ---- | ---- | ---- | ---- | ---- | ---- | ---- | ---- |
| 261  | 270  | 282  | 284  | 223  | 233  | 218  | 230  | 216  |

| 1906 | 1911 | 1921 | 1926 | 1931 | 1936 | 1946 | 1954 | 1962 |
| ---- | ---- | ---- | ---- | ---- | ---- | ---- | ---- | ---- |
| 208  | 208  | 192  | 190  | 177  | 169  | 178  | 182  | 181  |

| 1968 | 1975 | 1982 | 1990 | 1999 | 2006 | 2007 | 2012 | 2017 |
| ---- | ---- | ---- | ---- | ---- | ---- | ---- | ---- | ---- |
| 204  | 282  | 396  | 436  | 461  | 495  | 499  | 482  | 534  |

| 2022 | - | - | - | - | - | - | - | - |
| ---- | - | - | - | - | - | - | - | - |
| 567  | - | - | - | - | - | - | - | - |

Maucor fait partie de l'aire d'attraction de Pau.

## Culture locale et patrimoine

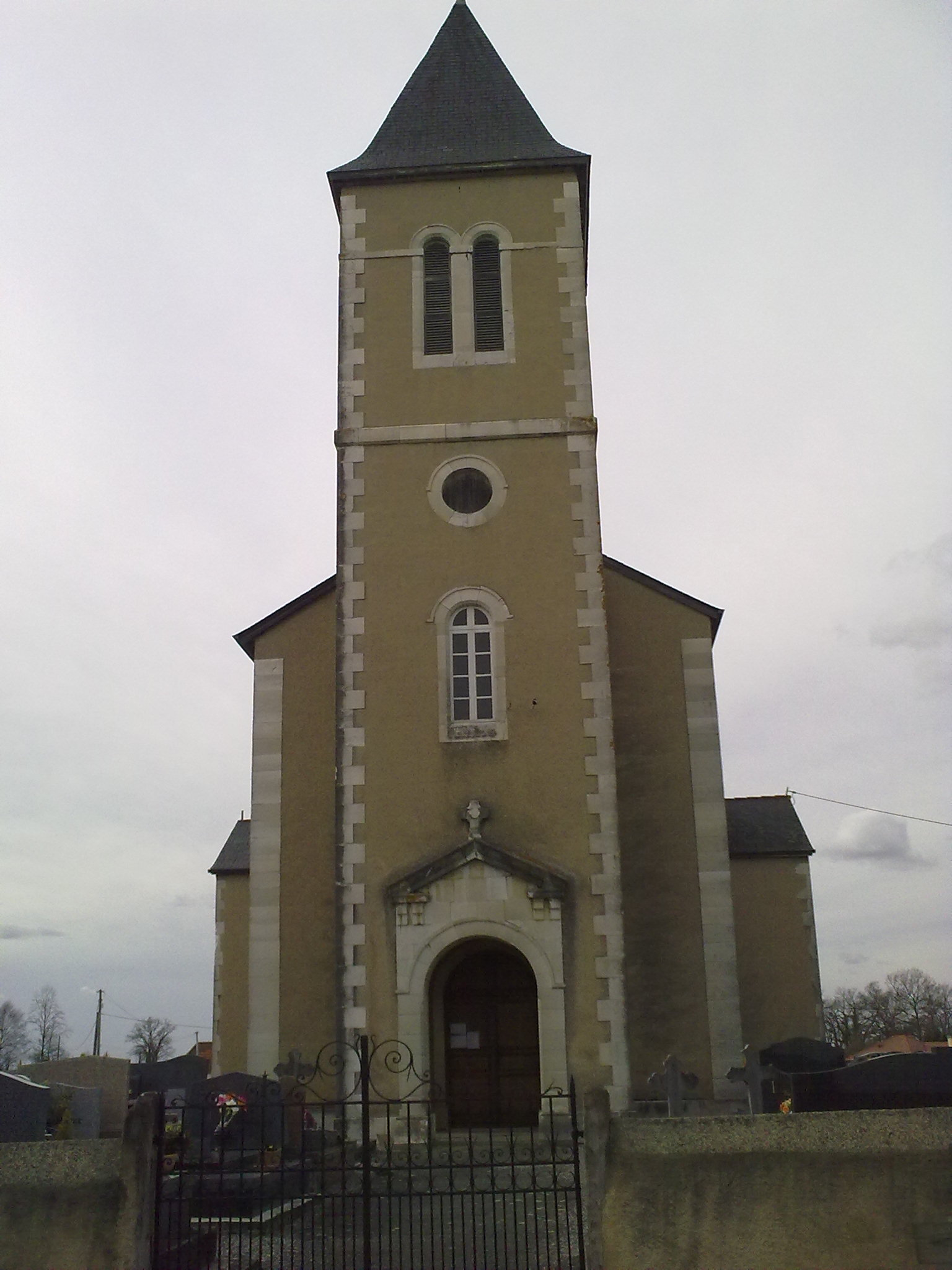
L'église Saint-Jean-Baptiste.

### Patrimoine civil
Maucor présente un ensemble de demeures et de fermes des XVIIIe et XIXe siècles.
Au lieu-dit Troubet se dresse une croix de chemin du XIXe siècle.
Au lieu-dit Vincent se dressait un hôpital de pèlerins, à présent détruit, nommé l'espitau.

### Patrimoine religieux
L'église Saint-Jean-Baptiste fut édifiée dans la deuxième moitié du XIXe siècle. Elle recèle du mobilier, des verrières et une bannière de procession répertoriés à l'inventaire général du patrimoine culturel.

## Personnalités liées à la commune
- Maison Bernadotte